# Pteleopsis habeensis
Pteleopsis habeensis är en tvåhjärtbladig växtart som beskrevs av Aubrev. och Ronald William John Keay. Pteleopsis habeensis ingår i släktet Pteleopsis och familjen Combretaceae. Inga underarter finns listade i Catalogue of Life.